# كيم سوو يون
كيم سوو يون (الكورية: 김소연) هي ممثلة كورية جنوبية، ولدت في 2 نوفمبر 1980 بسول في كوريا الجنوبية.

## الحياة الشخصية
في 6 سبتمبر 2016 ، تم التأكيد على أنها والممثل لي سانغ وو كانا على علاقة، التقى الثنائي ببعضهما في مسلسل «البيت السعيد» الذي تبثه قناة MBC في نهاية الأسبوع، في 28 مارس 2017 ، تم الإعلان عن زواجهما سيكون في يونيو 2017.

## أعمال

### مسلسلات[9]
- وقع في الحب مع سون جونغ
- آيريس
- أسبوعان
- الام السرية[10]
- ام الالغام[11]
- السقيفة ، السقيفة 2 ، السقيفة 3.[12]
- سائق سيارة أجرة 2 (ظهور خاص)[13]
- حكاية الذيول التسعة 1938.[14]
- هروب السبعة (ظهور خاص)[15]
- عمل شريف[16]

## وصلات خارجية
- كيم سوو يون على موقع IMDb (الإنجليزية)
- كيم سوو يون على موقع ميوزك برينز (الإنجليزية)
- كيم سوو يون على موقع قاعدة بيانات الفيلم (الإنجليزية)